# Coppa dei Balcani 1977-1980 (nazionali)
La Coppa dei Balcani 1977-1980 (1977-1980 Balkan Cup), fu la dodicesima e ultima edizione della Coppa dei Balcani, competizione calcistica per nazioni. La competizione si svolse in forma itinerante dal 16 febbraio 1977 al 27 agosto 1980 e vide la partecipazione di cinque squadre: Bulgaria, Grecia, Jugoslavia, Romania e Turchia.

## Formula
- Qualificazioni

Nessuna fase di qualificazione. Le squadre sono qualificate direttamente alla fase finale.
- Fase finale

Fase a gruppi - 5 squadre, divise in due gruppi (uno da tre squadre e uno da due squadre). Giocano partite di andata e ritorno. Le prime classificate accedono alla finale. La vincente si laurea campione dei Balcani.

## Squadre partecipanti
| Pr. | Squadra    | Data di qualificazione certa | Partecipante in quanto | Partecipazioni precedenti al torneo                                                  | Ultima presenza |
| --- | ---------- | ---------------------------- | ---------------------- | ------------------------------------------------------------------------------------ | --------------- |
| 1   | Bulgaria   | -                            | Qualificata di diritto | 11 (1929-1931, 1931, 1932, 1933, 1934-1935, 1935, 1936, 1946, 1947, 1948, 1973-1976) | 1973-1976       |
| 2   | Grecia     | -                            | Qualificata di diritto | 7 (1929-1931, 1932, 1933, 1934-1935, 1935, 1936, 1973-1976)                          | 1973-1976       |
| 3   | Jugoslavia | -                            | Qualificata di diritto | 9 (1929-1931, 1931, 1932, 1933, 1934-1935, 1935, 1946, 1947, 1948)                   | 1948            |
| 4   | Romania    | -                            | Qualificata di diritto | 10 (1929-1931, 1932, 1933, 1934-1935, 1935, 1936, 1946, 1947, 1948, 1973-1976)       | 1973-1976       |
| 5   | Turchia    | -                            | Qualificata di diritto | 2 (1931, 1973-1976)                                                                  | 1973-1976       |

Nella sezione "partecipazioni precedenti al torneo", le date in grassetto indicano che la nazione ha vinto quella edizione del torneo, mentre le date in corsivo indicano la nazione ospitante.

## Fase finale

### Fase a gruppi

#### Gruppo 1

##### Classifica
| Pos | Squadra  | P.ti | G | V | N | P | GF | GS | DR |
| --- | -------- | ---- | - | - | - | - | -- | -- | -- |
| 1   | Romania  | 6    | 4 | 2 | 2 | 0 | 8  | 2  | +6 |
| 2   | Bulgaria | 3    | 4 | 1 | 1 | 2 | 4  | 6  | -2 |
| 3   | Turchia  | 3    | 4 | 1 | 1 | 2 | 4  | 8  | -4 |

Romania qualificato alla finale.

##### Risultati
| Arbitro: | Ljujić |

|                       |           |  |
| Denizci 54’ Turan 55’ | Marcatori |  |

| Arbitro: | Kolliropoulos |

|                                                   |           |  |
| Georgescu 23’ Dumitru 62’ Vigu 75’ Iordănescu 82’ | Marcatori |  |

| Arbitro: | Sarakinos |

|                                                   |           |          |
| Željazkov 27’ Dževizov 28’ Aleksandrov 86’, rig.’ | Marcatori | 8’ Özden |

| Arbitro: | Manojlovski |

|           |           |               |
| Özden 10’ | Marcatori | 80’ Georgescu |

| Arbitro: | Tauzes |

|                          |           |  |
| Iordănescu 2’ Balaci 74’ | Marcatori |  |

| Arbitro: | Sarakinos |

|              |           |                |
| Mladenov 16’ | Marcatori | 34’ Iordănescu |

#### Gruppo 2

##### Classifica
| Pos | Squadra    | P.ti | G | V | N | P | GF | GS | DR |
| --- | ---------- | ---- | - | - | - | - | -- | -- | -- |
| 1   | Jugoslavia | 3    | 2 | 1 | 1 | 0 | 4  | 1  | +3 |
| 2   | Grecia     | 1    | 2 | 0 | 1 | 1 | 1  | 4  | -3 |

Jugoslavia qualificato alla finale.

##### Risultati
| Salonicco 16 novembre 1977 | Grecia      | 0 – 0 | Jugoslavia | Stadio Kleanthis Vikelidis (18.000 spett.)\| Arbitro: \| Trendafilov \| |
| Arbitro:                   | Trendafilov |       |            |                                                                         |

| Arbitro: | Dočev |

|                                            |           |            |
| Halilhodžić 33’, 58’, 84’ (rig.) Savić 48’ | Marcatori | 32’ Mauros |

### Finale
| Arbitro: | Özbirgül |

|                          |           |  |
| Krstičević 35’ Sušić 61’ | Marcatori |  |

| Arbitro: | Vasaras |

|                                                     |           |                  |
| Iordănescu 21’, 55’ (rig.), 79’ (rig.) Cămătaru 26’ | Marcatori | 73’ (rig.) Sušić |

## Statistiche

### Classifica marcatori
6 reti
- Anghel Iordănescu

3 reti
- Vahid Halilhodžić

2 reti
- Safet Sušić
- Dudu Georgescu
- Sedat Özden

1 rete
- Atanas Aleksandrov
- Spas Dževizov
- Stojčo Mladenov
- Andrej Željazkov
- Thōmas Mauros
- Mišo Krstičević
- Dušan Savić

- Ilie Balaci
- Rodion Cămătaru
- Ion Dumitru
- Iosif Vigu
- Ali Kemal Denizci
- Cemil Turan